# Eyes Adrift
Eyes Adrift foi um supergrupo formado por membros das bandas Nirvana, Meat Puppets e Sublime.
O grupo foi fundado quando Curt Kirkwood (guitarrista e vocalista do Meat Puppets) fazia uma turnê solo pela costa oeste dos Estados Unidos no final de 2001. Krist Novoselic (ex-baixista do Nirvana) havia se encontrado com Curt em Seattle e propôs que os dois realizassem algum trabalho juntos futuramente. Kirkwood continuava sua turnê por Long Beach (Califórnia) quando Bud Gaugh (ex-baterista do Sublime) entrou em contato com Curt também querendo trabalhar juntos. Um encontro entre Novoselic e Kirkwood aconteceu no Wire Recording em Austin, no Texas. Pouco depois, Gaugh se juntou à dupla e o trio começou a ensaiar em dezembro de 2001. Logo algumas canções foram compostas, incluindo "Pasted". A decisão pela formação de uma banda fixa e a gravação de um disco foi rapidamente tomada. O Eyes Adrift começou a gravar seu primeiro (e único) álbum no estado de Washington e inclusive chegou a realizar turnês ainda em janeiro e fevereiro de 2002. A banda fazia um rock and roll que misturava elementos do folk, alternative country e hard rock. O disco, auto-intitulado "Eyes Adrift", foi lançado em 24 de setembro de 2002 e foi injustamente classificado pela crítica como um álbum que "mal está acima da mediocridade".
A banda desintegrou-se em 2003. A partir de então, Krist Novoselic dedicou-se a causas políticas, até se tornar o baixista da banda Flipper em 2006. Curt Kirkwood e Bud Gaugh formaram a banda Volcano, que lançou um álbum em 2004. O grupo também terminou. Depois disso, Kirkwood retomou projetos solo e o Meat Puppets. Já Bud Gaugh formou a banda Del Mar.

## Discografia

### Álbum auto-intitulado
Eyes Adrift, o único disco da banda, foi lançado em 24 de setembro de 2002. "Alaska" foi o único single do álbum, lançado em 3 de março de 2003 no Reino Unido.

## Faixas
1. "Sleight of Hand" – 4:11
2. "Alaska" – 2:51
3. "Inquiring Minds" – 2:46
4. "Untried" – 3:56
5. "Blind Me" – 4:01
6. "Dottie Dawn & Julie Jewel" – 3:04
7. "Solid" – 3:37
8. "Pyramids" – 5:13
9. "Telescope" – 4:06
10. "Slow Race" – 5:00
11. "What I Said" – 4:34
12. "Pasted" – 15:33

"Inquiring Minds" é dedicada à JonBenét Ramsey, garota norte-americana que foi assassinada aos 6 anos, em 1996, num caso com muita repercussão da mídia.
A edição japonesa do disco, lançada em 29 de janeiro de 2003, inclui duas faixas adicionais: "Son of Pasted" e "The Cup & The Lip".

### O single de "Alaska"
O CD single de "Alaska", lançado em 2 de dezembro de 2003, traz as faixas "The Jerk" e "The Cup & the Lip". "The Jerk" e "Son of Pasted" são na verdade a mesma música. Ela foi apenas re-intitulada para o lançamento japonês, já que a música segue a faixa "Pasted", para que os dois nomes não soassem iguais.

## Créditos do disco
- Krist Novoselic – vocais, baixo
- Curt Kirkwood – vocais, guitarra
- Bud Gaugh – bateria, percussão, sintetizador
- Jimmy Shortell – trompete